# Tetracanthagyna quadrilateralis
Tetracanthagyna quadrilateralis är en trollsländeart som först beskrevs av Fraser 1927.  Tetracanthagyna quadrilateralis ingår i släktet Tetracanthagyna och familjen mosaiktrollsländor. Inga underarter finns listade i Catalogue of Life.